# محمد علي مغربي
محمد علي مغربي، (1334- 1417 هـ / 1915- 1996 م) أديب ومؤرخ سعودي سكن مدينة جدة، وكان عضو المجلس التأسيسي لنادي جدة الأدبي عام 1395 هـ الموافق 1975.

## إنتاجه الأدبي
كتب مغربي رباعيات شعرية في جريدة المدينة في أواسط الثمانينيات الميلادية، سجل فيها الأحداث السياسية والحركة الاجتماعية، صدرت هذه الرباعيات في مجموعة سنة 1415 هـ الموافق 1994، وهكذا ديدن الرواد حينما يدبجون الشعر وبالذات شعر الرباعيات كما فعل محمد سعيد العامودي وأحمد قنديل ومحمد حسن فقي، الذين كتبوا الرباعيات. وهناك شعر آخر عبارة عن القصيدة النبوية وقد سجل مغربي فيها نظماً للسيرة النبوية من ميلاد النبي محمد وحتى وفاته، وقد نشرت القصيدة في دار العلم التابعة لجريدة المدينة سنة 1416 هـ الموافق 1995. كتب مغربي عن أبو بكر الصديق وعمر بن الخطاب وعثمان بن عفان وعلي بن أبي طالب وابنه الحسن بن علي وذلك في سلسلة أعلام الصحابة التي بدأها سنة 1403 هـ الموافق 1982.

## مؤلفاته
- كتاب أعلام الحجاز في القرن الرابع عشر.
- كتاب تاريخ الدولة الأموية مجلدان.
- كتاب ملامح الحياة الاجتماعية في الحجاز في القرن الرابع عشر.
- كتاب أبو بكر الصديق خليفة رسول الله ﷺ
- كتاب عمر بن الخطاب أمير المؤمنين
- كتاب علي بن أبي طالب والحسن بن علي
- كتاب لعنة هذا الزمن
- كتاب حبات من عنقود
- كتاب البعث وقصص أخرى.
- كتاب لمحات من تاريخ الحجاز قبل الإسلام.[4][5]